# Shaitan elchini
Espèce
Shaitan elchini est une espèce d'araignées aranéomorphes de la famille des Gnaphosidae.

## Distribution
Cette espèce se rencontre au Kazakhstan, en Azerbaïdjan et en Russie dans l'oblast d'Astrakhan,.

## Description
Le mâle holotype mesure 4,2 mm et la femelle 5,4 mm.

## Systématique et taxinomie
Cette espèce a été décrite par Kovblyuk, Kastrygina et Marusik en 2013.

## Étymologie
Cette espèce est nommée en l'honneur d'Elchin F. Guseinov.

## Publication originale
- Kovblyuk, Kastrygina & Marusik, 2013 : « A new genus Shaitan elchini gen. et sp.n. (Aranei: Gnaphosidae) from Azerbaijan and Kazakhstan. » Arthropoda Selecta, vol. 22, no 2, p. 145-151 (texte intégral).